# Floresta Nacional de São Francisco
A Floresta Nacional de São Francisco está localizada no estado do Acre na região norte do Brasil. O bioma predominante é o da Floresta Amazônica.